# Wola Jankowska
Wola Jankowska (dawn. Wola Jajkowska) – wieś w Polsce położona w województwie łódzkim, w powiecie pajęczańskim, w gminie Strzelce Wielkie.
W latach 1975–1998 miejscowość administracyjnie należała do województwa częstochowskiego.